# Tutanhamon (galopp mén)
Tutanhamon magyar tulajdonú, középtávon versenyző galopp mén ló. 2010-ben az Az év galopp lova cím birtokosa.

## Pályafutás
4500 euroért került Smontara Mladen tulajdonába. Csikóként, már második versenyén győzedelmeskedett. Három további győzelem után,  első számú esélyeseként a Magyar Derby következett. Itt azonban konfliktusa támadt a rajtgéppel, és a start pillanatában leült. Néhány másodperccel később a mezőny után eredt és a célba már másodikként érkezett. Idén, Budapesten minden magyar tenyésztésű lovat megvert. A Magyar St. Leger díjban aratott győzelmével az Év galopp lova címet is elnyerte. A "derby betli" azonban megfosztotta a Hármas Korona megszerzésétől